# American Truck Simulator
American Truck Simulator је игра која симулира пословања и симулацију вожње камиона, а игрицу је развила чешка компанија СЦС Софтвер. Паралелне видео игре су Euro Truck Simulator, као и 18 Wheels of Steel. Први пут је најављено да је у развоју 2013. године, а представљена је на сајму Electronic Entertainment Expo 2015. године. Званично игра је објављена 2. фебруара 2016.

## Играње
American Truck Simulator је симулатор вожње камиона са елементима пословног менаџмента. У игри, возачи возе камионе са приколицом и испоручују терет до одређеног места како би зарадили новац као и искуствене бодове. Терет мора бити достављен на одредиште брзо у одређеном временском року и са најмање штете на роби, како би се скупило највише могућег новца и искуствених бодова.
Новац у игри, након што се заради, се може користити за куповину више камиона и пратеће естетске, механичке и структурне надоградње, за куповину горива и поправку истих, узимање и враћање кредита од банке, као и најам возача и куповину гараже за смештај и базу. Износ зарађеног новца и исикуствених бодова је пропорционалан дужини испоруке као и  врсти робе која се превози. Када испоручују робу, возачи морају користити свој лични камион или користити онај који му је пружила компанија у игри. Приликом испоруке робе возачи возног парка, нису дужни да поправљају камионе већ све трошкове сноси компанија. Искуствени бодови се стичу тако што вреднији терет, важност испоруке, као и какав се материјал преноси носи и више поена.
Поред вожње и испоруке робе, играч може да управља са изнајмљеним возачима као и над сопственим некретнинама. Изнајмљени возачи ће испоруке извршавати сами, без да смањују новац играча. Што дуже возач ради, он ће постати вештији, чиме се повећава количина новца који зарађује од сваке испоруке. За разлику од Euro Truck Simulator игра садржи ваге, где играчи морају да се зауставе на одређеној тежинској станици да би одредили тежину терета пре него што наставе (ако је који пут заобиђу случајно или намерно) резултираће добијањем новчане казне.